# صالح سفياني
صالح علي عبده سفياني مواليد 19 أغسطس 1999 في ، السعودية، هو لاعب كرة قدم سعودي لعب سابقاً لنادي الثقبة في الوسط.